# Sabella neapolitana
Sabella neapolitana är en ringmaskart som beskrevs av Iroso 1921. Sabella neapolitana ingår i släktet Sabella och familjen Sabellidae. Inga underarter finns listade i Catalogue of Life.